# Sangri (arrondissement)
Sangri Dzong, Chinees: Sangri Xian is een arrondissement in het noordoosten van de prefectuur Lhokha (Shannan) in de Tibetaanse Autonome Regio, China. In 1999 telde het arrondissement 15.470 inwoners.
De gemiddelde hoogte varieert van 3377 tot 5992 meter. De gemiddelde jaarlijkse temperatuur is 8 °C en jaarlijks valt er gemiddeld 350 mm neerslag.